# Vodafone 905SH
Vodafone 905SH（ボーダフォン きゅうまるごエスエイチ）及び、後のSoftBank 905SH（ソフトバンク きゅうまるごエスエイチ）は、シャープが開発し、当初はボーダフォン日本法人、その後はソフトバンクモバイルが販売するW-CDMA通信方式(日本国内専用)のVodafone 3G（現SoftBank 3G）サービスを利用可能な携帯電話端末。2006年5月27日発売。
初代「AQUOSケータイ」で、ソフトバンクの大ヒット商品となった。
後継機種は、AQUOSケータイ 2nd MODEL、SoftBank 911SH、2006年（平成18年）11月25日発売。

## 概要
ボーダフォン初のワンセグ搭載端末で、また初めて液晶ディスプレイが右に90度回転し簡単に横画面にできるサイクロイド機構を採用した。ワンセグ関連機能では、初めてminiSDへの録画が可能になり、EPG（電子番組表）対応、テレビ放送を見ながらメールや通話が可能なマルチジョブ機能搭載などワンセグ機能に特化している。地上アナログテレビチューナーやFMラジオチューナーも内蔵。
2006年2月28日の904SHの発表会で、当時開発中だった905SHが公開された。この時点では端末メーカー・価格・発売時期・スペックは全て非公表だったが、2006年3月15日に機種名が「Vodafone 905SH」であることと、2006 FIFAワールドカップの開催時期をめどに発売予定であることが明らかとなった。
そして発売前の2006年5月10日、ソフトバンクモバイル社長の孫正義が決算説明会において「905SHはAQUOSケータイだ」と発言。当端末の大ヒットによりAQUOSケータイという言葉は一般的になった。広告面では、独特の機構であるサイクロイドスタイルを「予想外の動き」と呼び、当端末の代名詞になった。この「予想外」という言葉が、後のソフトバンクモバイルの経営戦略上で重要なキーワードとなる。
2006年8月15日に社名がボーダフォンからソフトバンクモバイルになるに伴い、ブランド名が「Vodafone」から「SoftBank」になり、Vodafone 905SHに替わり新ロゴを記したSoftBank 905SHのブラック・ホワイトが2006年8月19日発売され、その後新色のネイビー・レッド・ベージュが加わり5色展開になった。
当端末の大ヒットにより、他キャリアでもシャープからAQUOSケータイを冠した端末が発売されたのはもちろん、ソフトバンクモバイルでも後継モデルが登場した。905SHはシャープ製ワンセグケータイの先鞭を付ける重要な機種となった。
当初は「90°ninety」という名称で発売予定であったが、発売直前になって「AQUOSケータイ」に変更された。初期ロットの箱に「90°ninety」と印刷されており、その上に「AQUOSケータイ」のシールを貼って隠していた。

## 主なサービス・機能
- ミュージックプレイヤー（Music Manager使用)及び別売りでSD-Jukebox(SD-Audio)も利用可能

CD等からの音声は、「デジタル変換ケーブル」のみ録音可能であり、「アナログ変換ケーブル」では録音は不可能。
- 着うたフル　3Dサラウンド対応ステレオスピーカー搭載
- Bluetooth（Ver 1.2 / Power Class2 / Headset,Hands-Free,Dial-up Networking,ObjectPush,File Transfer(FTP),Basic Imaging プロファイルに対応）
- 赤外線通信機能（IrMC1.2準拠）
- ちかチャット対応
- Vアプリ（現S!アプリ）（メガアプリ）
- TVコール
- カスタムスクリーン（カスタモ）
- Vodafone live! FeliCa（現S!FeliCa）対応（2006年12月2日からモバイルSuicaにも対応）
- QRコード読み取り・作成
- ケータイカラオケV-kara
- Vodafone live! CAST（現S!情報チャンネル）対応
- Vodafone Address Book（現S!電話帳バックアップ）対応
- デルモジ表示対応
- 電子コミック対応
- 顔認証機能搭載
- マルチジョブ機能

- 国際ローミングには非対応。

| 主な対応サービス         | 主な対応サービス | 主な対応サービス     | 主な対応サービス |
| ------------------------ | ---------------- | -------------------- | ---------------- |
| S!一斉トーク             | S!ともだち状況   | Yahoo!mocoa          | S!ループ         |
| S!タウン                 | S!速報ニュース   | S!情報チャンネル     | S!FeliCa         |
|                          | PCサイトブラウザ | 電子コミック         | S!アプリ         |
| 着うたフル／着うた       | デコレメール     | S!電話帳バックアップ | 3Gお天気アイコン |
| コンテンツおすすめメール | TVコール         | 世界対応ケータイ     | S!GPSナビ        |

| 容量  | ワンセグ     | アナログ    |
| ----- | ------------ | ----------- |
| 64MB  | 約20分       | 約18分      |
| 128MB | 約40分       | 約36分      |
| 256MB | 約1時間20分  | 約1時間12分 |
| 512MB | 約2時間40分  | 約2時間24分 |
| 1GB   | 約5時間20分  | 約4時間48分 |
| 2GB※  | 約10時間40分 | 約9時間36分 |

※2GBのminiSDカードはカードメーカー側で動作確認がとれているものもあるが、一部のカードでは正常に反応しない場合がある。

## カラーバリエーション
- Vodafone 905SH
  - ブラック
  - ホワイト
  - アクアマリン
- SoftBank 905SH
  - ブラック
  - ホワイト
  - ネイビー
  - レッド
  - ベージュ

## 不具合
- 2006年6月26日 - タイトルの文字数が多い一部楽曲を着信音に設定できない不具合
- 2006年7月28日 - 特定の文字を入力すると画面が固まったり、強制的に再起動する不具合
- 2015年10月9日 - 2016年1月1日以降、日時を正しく表示が出来なくなる不具合。

## 付属品・オプション

### 付属品
- リチウムイオンバッテリーSHBAK1(910mAh)
- 急速充電器
- ユーティリティソフトウェアCD-ROM
- マイク付きステレオヘッドフォン

### オプション
- マイク付液晶オーディオリモコン
- 卓上ホルダー（生産終了）
- アナログ変換ケーブル
- デジタル変換ケーブル
- シガーライター充電器(マイナスアース車専用、12/24V両用)
- TVアンテナ接続ケーブル